# Памятник Степану Шаумяну (Ереван)
Памятник Степану Шаумяну был установлен в Ереване в 1931 году на площади Шаумяна. Авторы монумента — скульптор С. Д. Меркуров и архитектор И. В. Жолтовский. Памятник посвящён революционеру и политическому деятелю Степану Шаумяну (1878—1918). Это первый памятник, официально установленный в Ереване. Он включён в список памятников истории и культуры административного округа Кентрон.
Памятник играет важную роль в композиции площади Шаумяна. Он расположен в северо-восточной её части, на фоне бульвара. Ранее на этом месте стоял Никольский собор Русской православной церкви, снесённый в 1920-х годах.
Фигура Шаумяна, стоящая на ступенчатом постаменте, высечена в полный рост из розового гранита. Степан Шаумян изображён в момент его расстрела. Статуя хорошо передаёт выразительный образ революционера, она как будто пронизана движением.
Позади скульптуры находятся семь прямоугольных базальтовых пилонов, объединённых антаблементом, состоящем из архитрава и гуська. Скульптура и пилоны стоят на общем ступенчатом стилобате. Они являются органичными дополнениями друг друга.

## Галерея

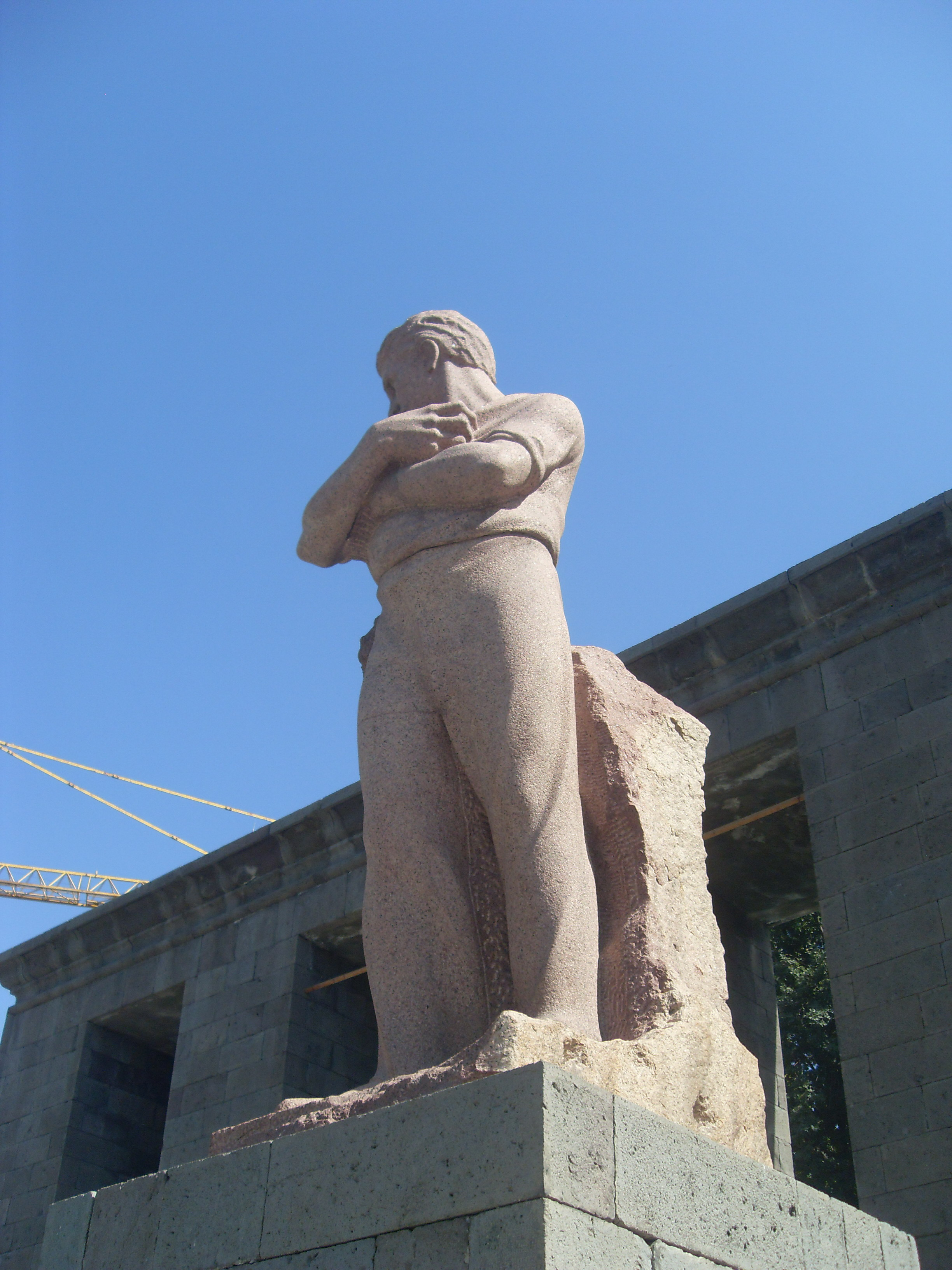
Скульптура Шаумяна
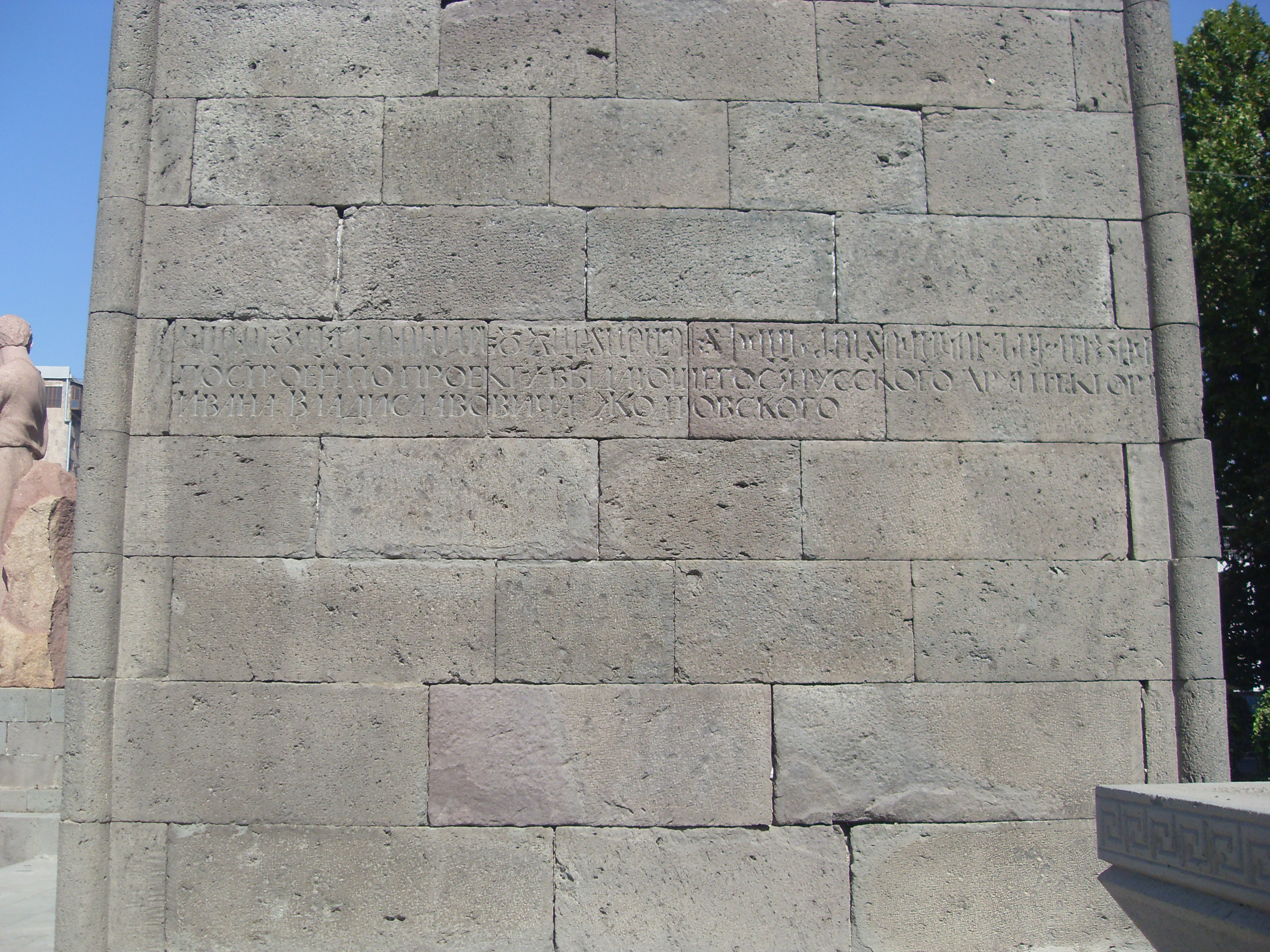
Памятная надпись на пилоне
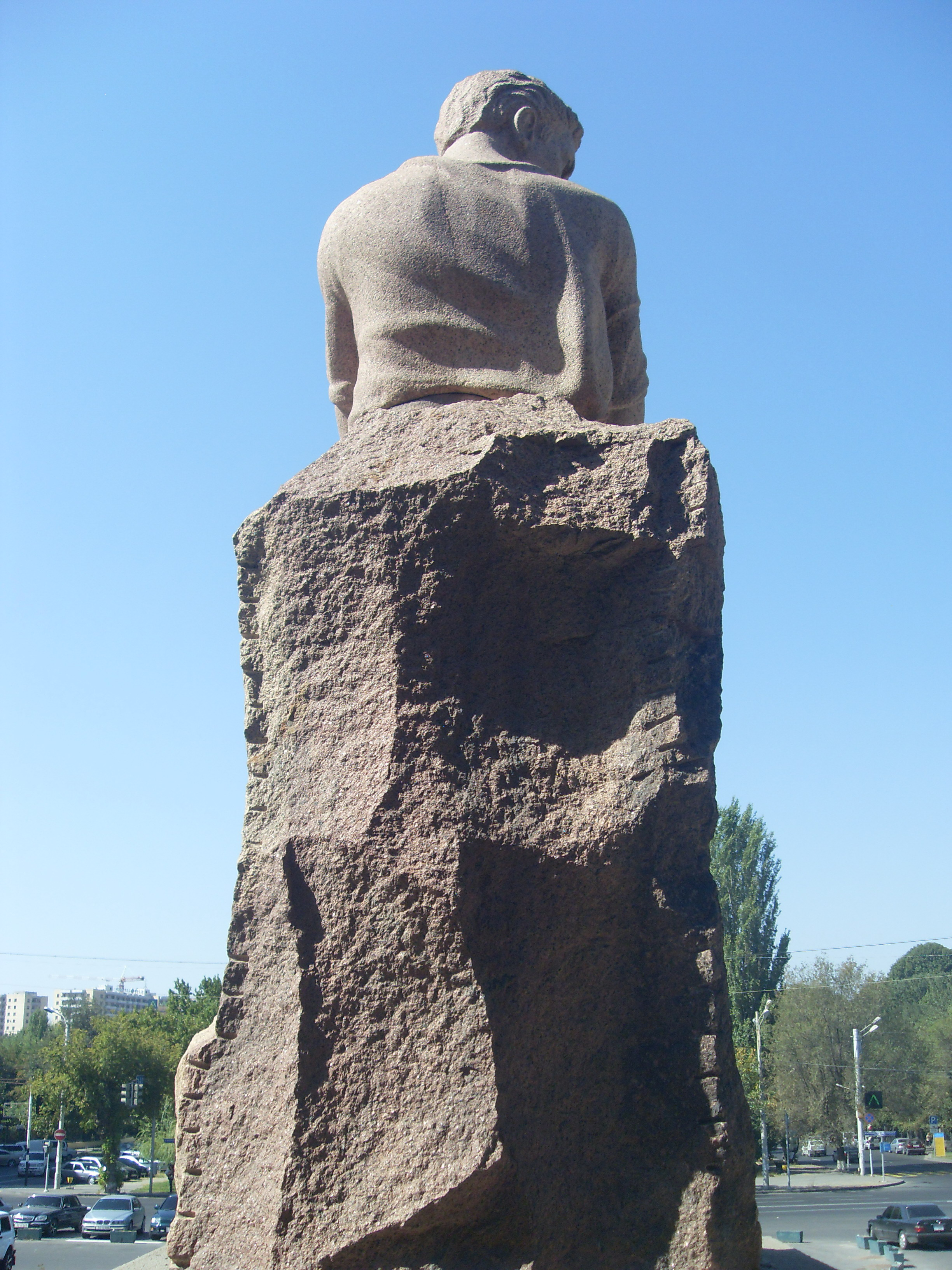
Скульптура Шаумяна. Вид сзади
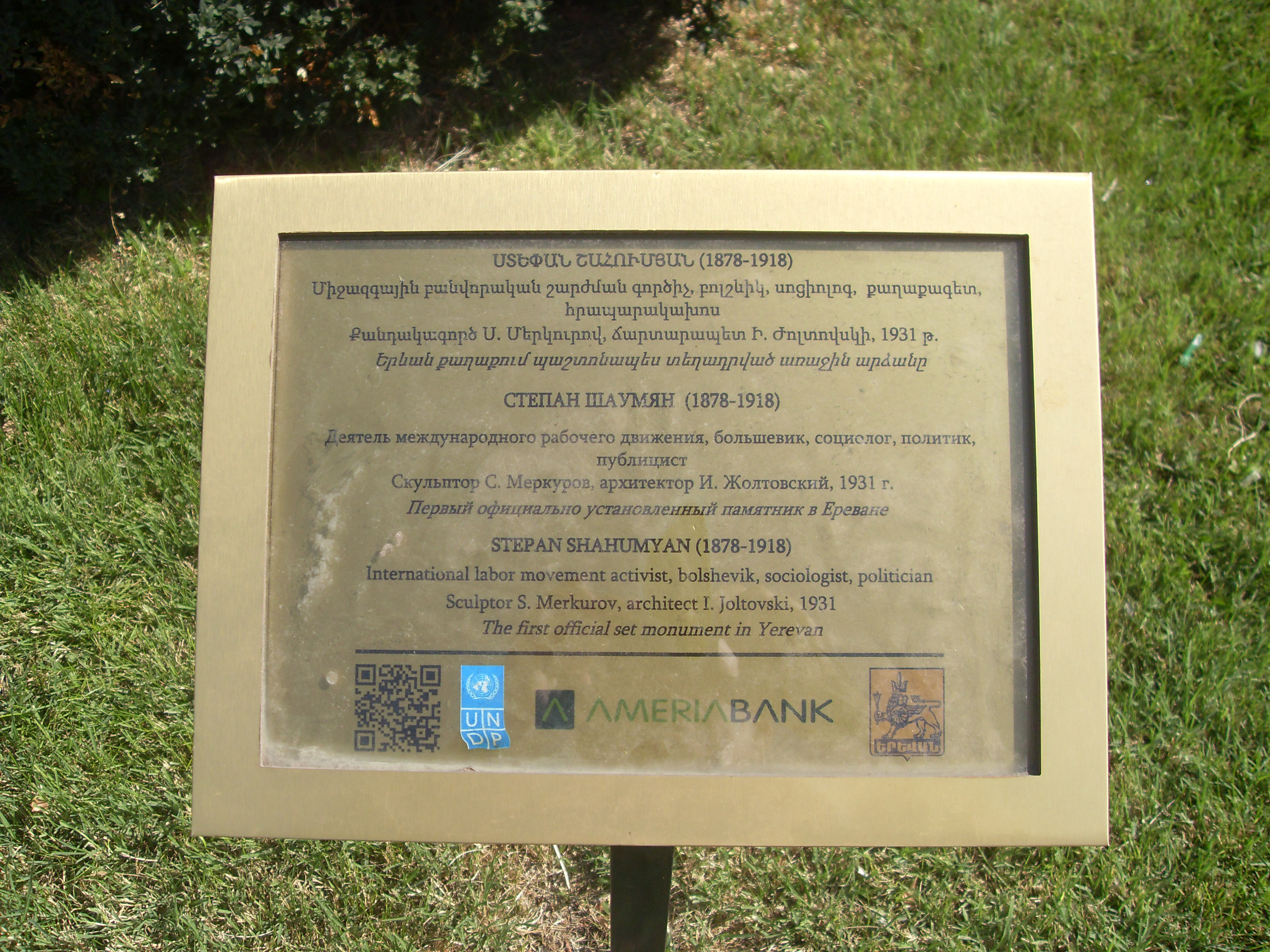
Информационная табличка с QR-кодом перед памятником
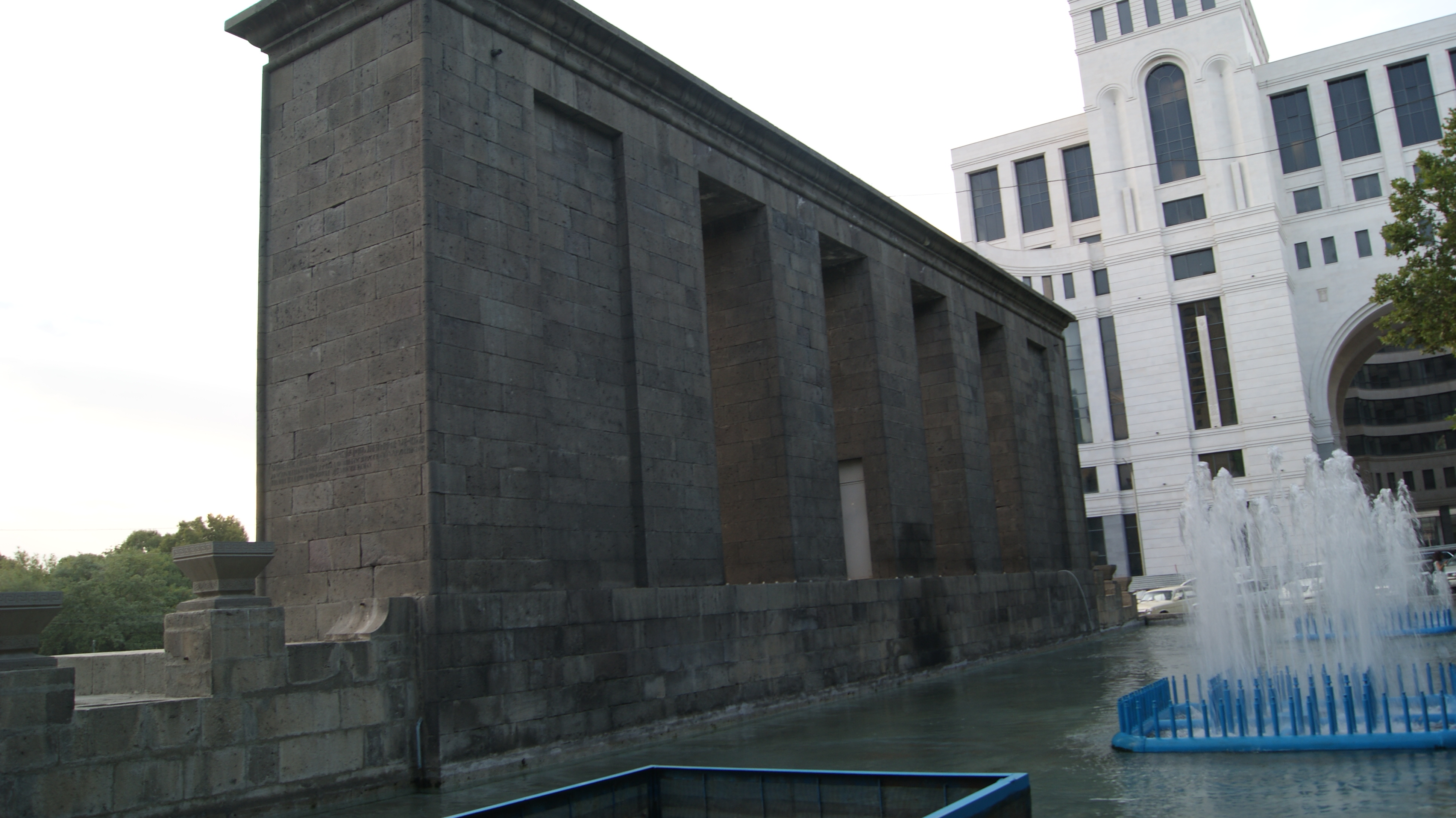
Фонтан позади памятника